# Obrnice
Obrnice är en ort i Tjeckien.   Den ligger i regionen Ústí nad Labem, i den nordvästra delen av landet, 70 km nordväst om huvudstaden Prag. Obrnice ligger 222 meter över havet och antalet invånare är 2 631.
Terrängen runt Obrnice är platt åt sydväst, men åt nordost är den kuperad.Runt Obrnice är det ganska glesbefolkat, med 22 invånare per kvadratkilometer. Närmaste större samhälle är Most, 4,2 km väster om Obrnice. Trakten runt Obrnice består till största delen av jordbruksmark.